# قاعدة سيغونيلا البحرية الجوية
القاعدة البحرية الجوية في سيغونيلا (بالإيطالية: NATO Base Sigonella)‏ تقع 8 ميل بحري أو 15 كم غرب و6 ميل بحري أو 11 كم جنوب كاتانيا، صقلية.